# Tolazolin
Tolazolin ist eine heterocyclische chemische Verbindung, die zur Gruppe der Imidazol- oder Imidazolinderivate zählt. Der Stoff wird als Arzneistoff eingesetzt und gehört dort zu den α2-Adrenozeptor-Antagonisten bzw. zu den Sympatholytika. Gleichzeitig wird die Wirkung von Xylazin und anderer α2-Agonisten aufgehoben. Tolazolin wird in der Behandlung von Durchblutungsstörungen (Vasodilatator, zum Beispiel der Netzhaut und bei der Eisenmenger-Reaktion) und in der Tiermedizin intravenös eingesetzt.

## Klinische Angaben

### Anwendungsgebiete (Indikationen)
Für die genannten Indikationen besteht keine Zulassung in Deutschland, Österreich oder der Schweiz.
- Gefäßspasmus der Zentralarterie der Netzhaut
- Mittel zur Behandlung von Kokainüberdosen[5]